# Microsoft Holoportation
Microsoft Holoportation là một dự án của Microsoft Research nhằm trình diễn việc giao tiếp ảnh toàn ký theo thời gian thực với Microsoft Hololens. Holoportation được mô tả là "một loại công nghệ ghi hình 3D mới cho phép tái tạo, nén và truyền tải những mô hình 3D chất lượng cao của con người đến với mọi nơi trên thế giới trong thời gian thực. Điều này cho phép người dùng đeo màn hình thực tế ảo hoặc thực tế tăng cường có thể nhìn, nghe và tương tác với những người tham gia từ xa trong không gian 3D, gần như thể họ đang hiện diện trong cùng một không gian vật lý. Từ góc độ nghe nhìn, giao tiếp và tương tác với người dùng từ xa gần với giao tiếp trực tiếp". Tháng 3 năm 2016, Alex Kipman đã trình diễn trực tiếp công nghệ này tại hội thảo TED như một phần trong buổi nói chuyện của mình. Dự án này đi vào hoạt động kể từ năm 2019.